# Schulpause

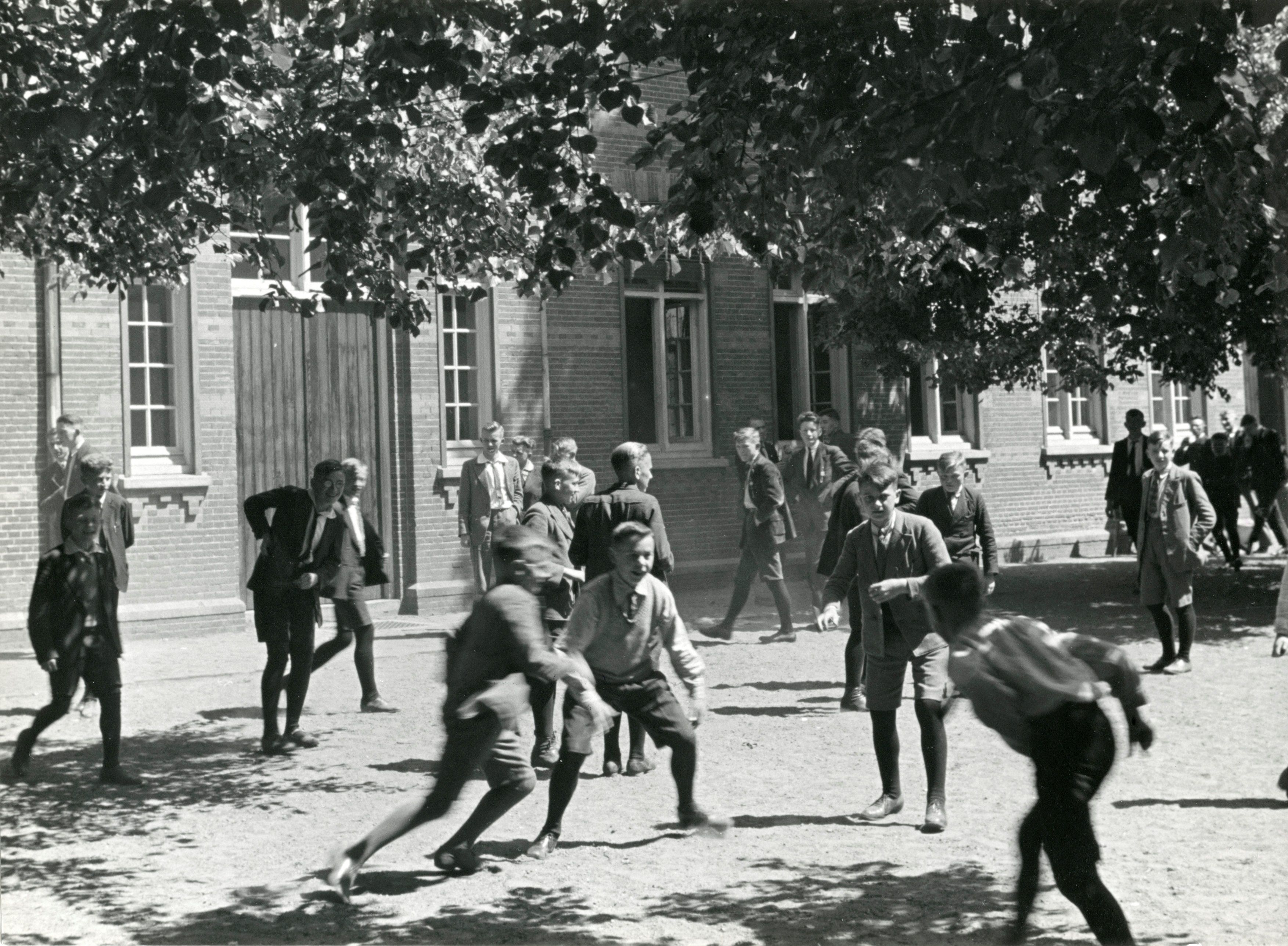
Schulpause 1934 (Niederlande)

Als Schulpause oder Unterrichtspause, in der Oberstufe Arbeitsunterbrechungsphase (AUP), werden die Pausen zwischen den Schulstunden bezeichnet.

## Pausenarten

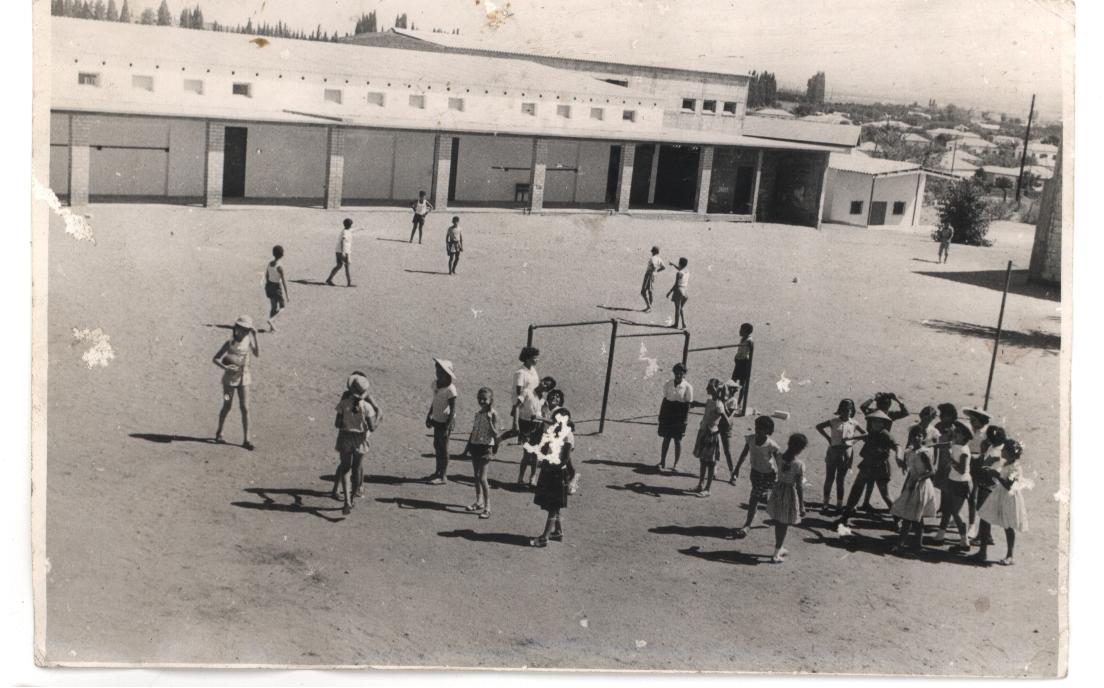
Pause in Israel um 1940/45

Abhängig von Schulform und Unterrichtsbeginn sowie der Festlegung durch die Gesamtkonferenz nach Absprache mit den Elternvertretern, sind die Pausenzeiten der einzelnen Schulen unterschiedlich lang. Sie reichen von 15 Minuten bis zu einer Stunde. Die erste große Pause liegt meist im Zeitraum von 9:30 Uhr und 10:15 Uhr. Die nächste folgt nach zwei weiteren Schulstunden etwa um 11:30 Uhr. Die Mittagspause wird nach Schluss des Vormittagsunterrichts, also meist nach 13:00 Uhr angesetzt. In der Regel gibt es in dieser Form drei unterschiedliche Arten der Schulpause:
- kleine Pause
- große Pause
- Mittagspause

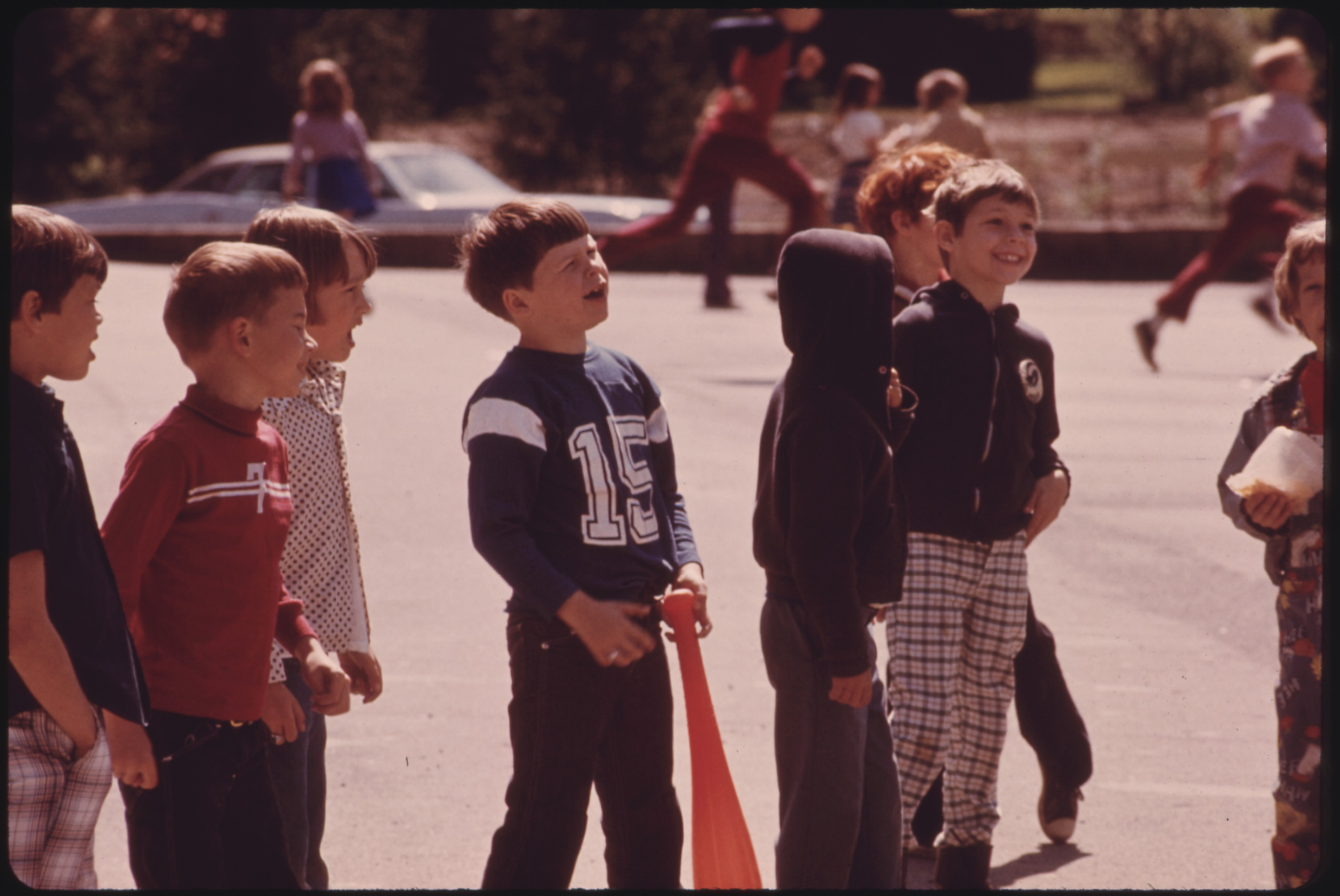
Kinder während der Pause, USA 1974

Während die sogenannte „Kleine Pause“ mit einer Dauer von etwa fünf bis zehn Minuten dazu dient, den Unterrichtsraum zu wechseln, ermöglichen es die großen Pausen mit einer Länge von etwa 15–20 Minuten, etwas zu essen, sich miteinander auszutauschen und auf dem Schulhof zu bewegen. Da in Grundschulen meist keine Veranlassung besteht, die Lehrkraft oder den Raum zu wechseln, ist dort der Unterricht in Blöcke eingeteilt, die nach jeweils zwei Schulstunden durch die großen Pausen unterbrochen werden. Die Einteilung in Blöcke findet man auch an einigen bayerischen und brandenburgischen weiterführenden Schulen.
Die sogenannte „Große Pause“ hat auch häufig die Bezeichnung „Hofpause“. Hierbei sind die Schüler, außer bei schlechtem Wetter (es gibt die sogenannte „Regenpause“, die vom Schulleiter angeordnet wird) verpflichtet, sich auf dem Pausenhof aufzuhalten, wo sie in der Regel von Lehrkräften beaufsichtigt werden. Die Pausenzeiten werden durch die schulischen Verordnungen der einzelnen Bundesländer bestimmt, die Pausenordnung wird in der Regel durch die Schulkonferenz festgelegt.
Die sogenannte „Mittagspause“ gibt es vor allem in Ganztagsschulen, wo sie zur Essensausgabe und Nahrungsaufnahme dient.

## Zweck
Vom Gesundheitsaspekt her sind Schulpausen nicht nur sinnvoll, sondern auch notwendig, um Schülern wie Lehrern eine zwischenzeitliche Entspannung und Regenerierung zu ermöglichen. Sie dienen auch der erfolgreichen Fortsetzung des anstrengenden Lehr- und Lernbetriebs. Bei jüngeren Schülern wird mit den Pausen dem Bewegungsdrang nach längerem Stillsitzen Rechnung getragen. Älteren Kindern, Jugendlichen und Erwachsenen dienen die Pausen auch der Möglichkeit, den gerade vermittelten Stoff zu verarbeiten. Sie sind aber auch zu der unverzichtbaren sozialen Kontaktpflege geeignet.
Es kommt immer wieder zu Misshandlungen einzelner Schüler durch Klassenkameraden während der Schulpausen (siehe auch: Mobbing in der Schule). Die Schulen sind deshalb gehalten, die Aufsichtspflicht auch in den Pausen zu gewährleisten.